# Хиндсли, Марк Хьюберт
Марк Хьюберт Хиндсли (англ. Mark Hubert Hindsley; 18 октября 1905 — 1 октября 1999) — американский дирижёр и композитор.
Окончив Университет Индианы (1925), работал в его духовом оркестре до 1929 г., затем преподавал в городе Кливленд-Хайтс. В 1934—1970 гг. (с перерывом на армейскую службу в 1942—1946 гг.) работал в Университете Иллинойса, с 1948 г. руководитель университетского духового оркестра. Президент Американской ассоциации руководителей духовых оркестров (англ. American Bandmasters Association) в 1957—1958 гг., её почётный президент с 1996 года. Почётный доктор музыки Университета Индианы. Опубликовал сборник статей «Хиндсли о духовых оркестрах» (англ. Hindsley on Bands; 1979), книгу воспоминаний «Мои оркестры и я: история любви» (англ. My Bands and I. A Love Story; 1984).
Автор многочисленных переложений для духового оркестра, среди которых, в частности, «Музыка фейерверка» Георга Фридриха Генделя, увертюры Бетховена «Эгмонт» и «Леонора», Первая симфония Иоганнеса Брамса, «Картинки с выставки» Модеста Мусоргского, Испанское каприччио и «Шехерезада» Римского-Корсакова, Девятая симфония Антонина Дворжака «Из Нового Света», сюита из балета «Щелкунчик» Чайковского, ряд оперных увертюр Рихарда Вагнера, «Послеполуденный отдых фавна» Клода Дебюсси, «Ученик чародея» Поля Дюка и т. д.